# Lispe alpinicola
Lispe alpinicola är en tvåvingeart som beskrevs av Zhong, Wu och Fan 1981. Lispe alpinicola ingår i släktet Lispe och familjen husflugor. Inga underarter finns listade i Catalogue of Life.